# 僕の贈りもの (曲)
「僕の贈りもの」（ぼくのおくりもの）は、小田和正作詞 · 作曲による、オフコース（当時の表記はオフ・コース）の曲。1973年2月20日に通算4枚目のシングルとして発売され、後に小田自身によるセルフ・カヴァーが1988年3月5日に2枚目のシングルとして発売された。後に、小・中学校の音楽教科書に採用されている。

## オリジナル

### 解説
「僕の贈りもの」はアルバム『オフ・コース1 / 僕の贈りもの』の先行シングルとして発売された。シングルは、アルバム・ヴァージョンに比べフェイド・アウトが10秒ほど長く、ミックスも異なる。アレンジは自分たちの意向とは違ったためか、コーラスを含め、ライブではレコードとは異なるアレンジで演奏され、5人のバンド編成になってからもギターとピアノだけのアレンジで演奏された。
「めぐり逢う今」は「僕の贈りもの」と揃ってレコーディングされたが、このシングルのみでの収録曲。イントロで「僕の贈りもの」と同じコーラスが挿入されているが、こちらは元のテイクに対してピッチを早めてある。これは当時CMで使われていたコーラスが、スポンサーの意向で付けられたもの。
このシングルがリリースされた同月1日、それまで所属していたパシフィック・エンタープライズを離れ、サブミュージック・パブリッシャーオフィスを杉田二郎と設立、プロとしての活動を本格化させた。

### リリース
リリース当初のジャケットには女性モデルの写真が使われていたが、1977年に品番を変えての再発時、「忘れ雪 / 水いらずの午後」に使われた写真と同じ時に撮影されたメンバーの写真に変更され、1976年リリースのシングル「めぐる季節 ⁄ ランナウェイ」から使用されたグループ名のロゴも印刷されたが、“SONG IS LOVE”の文字はない。

### 収録曲

#### SIDE A
1. 僕の贈りもの  –  (3'37")
作詩[注釈 5] · 作曲：小田和正

#### SIDE B
1. めぐり逢う今  –  (3'13")
  - 作詩[注釈 5]：松山猛、作曲：オフ・コース
  - アルバム未収録曲

### クレジット
| ●ミュージシァン                                             |
| ドラムス : チト河内、高橋幸宏                               |
| ベース : 重実博                                             |
| アコースティック・ギター、コンガ : 鈴木康博                 |
| ピアノ、フェンダー“ローズ”エレクトリック・ピアノ : 小田和正 |
| オール・ヴォーカル : 鈴木康博、小田和正                     |
|                                                             |
| ベーシック・アレンジメント : オフ・コース                   |
| ストリングス・アレンジメント : 深町純                       |
|                                                             |

| 録音 : | - 1973年1月5日、6日 - 東芝スタジオ A、モーリ・スタジオ A、B |

| 制作 : 橋場正敏                 |
| 録音 : 野路孝之、小菅憲一       |
| ジャケット・デザイン : 畠山和夫 |

### リリース日一覧
| 地域 | タイトル                    | リリース日    | レーベル                        | 規格               | カタログ番号 | 備考 |
| ---- | --------------------------- | ------------- | ------------------------------- | ------------------ | ------------ | --- |
| 日本 | 僕の贈りもの / めぐり逢う今 | 1973年2月20日 | EXPRESS ⁄ 東芝音楽工業          | 7"シングルレコード | ETP-2809     | 「僕の贈りもの」はシングル・ヴァージョン、「めぐり逢う今」はオリジナル・アルバム未収録。 |
| 日本 | 僕の贈りもの / めぐり逢う今 | 1977年        | EXPRESS ⁄ TOSHIBA EMI           | 7"シングルレコード | ETP-10233    | 品番改定による再発。ジャケット変更（裏面の歌詞カードおよびクレジットはオリジナルのまま）。 |
| 日本 | 僕の贈りもの / めぐり逢う今 | 2020年6月3日  | USM JAPAN ⁄ UNIVERSAL MUSIC LLC | CD                 | UPCX-4225    | デビュー・シングル『群衆の中で / 陽はまた昇る』からラスト・シングル『夏の別れ / 逢いたい』までを収録した全36枚組CD BOX『コンプリート・シングル・コレクションCD BOX』(UPCY-9918)の中の1タイトル。発表当時のアナログ7インチ・シングルのアートワークを再現した12cm紙ジャケット仕様CD。オリジナル・ジャケットと再発盤ジャケットを両方封入。 |

## 小田和正のセルフ・カヴァー

### 解説
「僕の贈りもの」はシングルと同時発売された、アルバム『BETWEEN THE WORD & THE HEART』からのシングルカットで、1973年に制作されたオフコース時代の楽曲のセルフ・カバー。前作「1985」のカップリング曲「哀しみを、そのまゝ」同様、第一生命『パスポート21』のCMソングに使用された。この曲はその後、アルバム『LOOKING BACK』で再度、セルフ・カバーされた。
「After forever」は、『K.ODA』収録曲「空が高すぎる」の英語詞による改作で、このシングルのみでの収録曲。

### 収録曲

#### SIDE A
1. 僕の贈りもの
  - 作詞・作曲・編曲：小田和正
  - 第一生命「パスポート21」CM曲

#### SIDE B
1. After forever
作詞：Randy Goodrum、作曲・編曲：小田和正